# Rana shuchinae
Rana shuchinae är en groddjursart som beskrevs av Liu 1950. Rana shuchinae ingår i släktet Rana och familjen egentliga grodor. IUCN kategoriserar arten globalt som livskraftig. Inga underarter finns listade i Catalogue of Life.